# الکساندر کوئیون
الکساندر کوئیون (فرانسوی: Alexandre Couillon‎؛ زادهٔ ۹ دسامبر ۱۹۷۵) سرآشپز و رستوران‌دار اهل فرانسه است. او همسرش سلین، رستوران سه‌ستارهٔ میشلن «مارین» را اداره می کند که غذاهای دریایی ارائه می کند.
وی همچنین برندهٔ جوایزی همچون نشان ملی شایستگی و جایزهٔ گو میو شده‌است.